# DanKüchen
Die DanKüchen Möbelfabrik M. Danzer GmbH ist ein österreichisches Unternehmen mit Sitz in Linz, welches sich auf die Produktion von Küchen spezialisierte.

## Das Unternehmen
1938 gründet der 1903 geborene Franz Danzer eine Tischlerei mit drei Gesellen in Wien (Gemeindebezirk Ottakring). Sein Neffe Manfred Danzer entwickelt später die erste DanKüche und gründet das gleichnamige Unternehmen. Ein Fünftel des Umsatzes wird im Ausland erwirtschaftet. Die Hauptexportmärkte sind neben Italien die Schweiz und Deutschland, wobei der Osten zu den Hoffnungsmärkten von DanKüchen zählt. Das Linzer Unternehmen hat in Oberösterreich selbst sechs Standorte, an denen 450 Mitarbeiter beschäftigt sind. Sämtliche Standorte der Gesellschaft folgen dem Franchisesystem und sind somit rechtlich eigenständig.
2023 übernahm die schwedische Küchenfirma Ballingslöv International das in Oberösterreich ansässige Unternehmen.